# Jeder stirbt für sich allein (2016)
Jeder stirbt für sich allein (Originaltitel: Alone in Berlin) ist ein Film des Regisseurs Vincent Perez. Er basiert auf dem gleichnamigen Roman von Hans Fallada, der auf der authentischen Geschichte der Eheleute Elise und Otto Hampel beruht. Der Film erzählt am Schauplatz Berlin vom Widerstand des Ehepaares Otto und Anna Quangel gegen das NS-Regime während des Zweiten Weltkrieges. Die Hauptrollen spielen Brendan Gleeson, Emma Thompson und Daniel Brühl.
Jeder stirbt für sich allein lief im Wettbewerb der Internationalen Filmfestspiele Berlin 2016.

## Handlung
Ein Arbeiterpaar in Berlin, Otto und Anna Quangel, trifft 1940, nach Erhalt der Nachricht vom Tod ihres einzigen Sohnes im Frankreichfeldzug des Zweiten Weltkriegs, die Entscheidung, sich Adolf Hitler und den Nazis zu widersetzen. Ein zusätzlicher Impuls für ihren wachsenden Widerstand gegen das Regime ist der Suizid einer alten Jüdin, die in ihrem Gebäude lebt.
Obwohl die offizielle Zwangsverschickung von Juden in Todeslager noch nicht angefangen hat, können Juden keine Zuflucht zum Rechtsschutz mehr beanspruchen. Unbarmherzige Nazis – und „nichtideologische“ Kriminelle – nutzen die Gelegenheit aus, die Wohnung der alten Frau Rosenthal ungestraft zu plündern. Trotz aller Anstrengungen der Quangels und anderer guter Nachbarn wie dem pensionierten Richter Fromm setzt sie in ihrer Verzweiflung ihrem Leben mit dem Sprung aus einem hohen Fenster ein Ende, als sie verhaftet werden soll.
Getrieben durch all diese Geschehnisse fängt das Paar an, heimlich Postkarten zu schreiben und diese in Treppenhäuseran auszulegen, um die Leute vor Hitler und den Nazis zu warnen. Anfangs will Otto dies allein erledigen, jedoch beharrt Anna darauf, an dieser gefährlichen Tätigkeit teilzunehmen.
Während am Anfang des Films die Ehe der beiden ausgetrocknet erscheint und sie unfähig sind, einander für den Verlust ihres Sohnes zu trösten, bringen die geteilte Gefahr und der Sinn ihres gemeinsamen Tuns sie wieder näher zusammen, sodass sie sich tatsächlich noch einmal verlieben.
Escherich ist der Polizeiinspektor, der mit der Lösung dieses „Postkarten-Falls“ beauftragt worden ist. Er ist ein Polizeidetektiv, der jedoch vom Nationalsozialismus nicht viel hält. Nach drei Jahren, als sich die Hinweise über den „Klabautermann“ (so nennt er den mysteriösen Schreiber der Postkarten) mehren, empfindet er wachsende Achtung für diesen schwer fassbaren Gegner. Andererseits wird Escherich von der Gestapo, die wegen des Mangels an Fortschritt ungeduldig geworden ist, gedrängt, mit allen Mitteln einen Schuldigen zu präsentieren. Schließlich, als er von Standartenführer Prall geschlagen und eine Treppe hinuntergeworfen wird, weiß Escherich sich nicht anders zu helfen, als den nur leicht verdächtigen Enno Kluge so lange unter Druck zu setzen, bis dieser keine Hoffnung mehr sieht und sich freiwillig erschießen lässt. Wenig später tauchen die nächsten Postkarten auf.
Schließlich wird Otto Quangel, als er unbemerkt Postkarten durch ein Loch in seiner Manteltasche verloren hat, wegen eines kleinen Missgeschicks an seinem Arbeitsplatz inhaftiert. Angesichts des sicheren Todesurteils, das ihn erwartet, bleibt er ruhig und versucht nur, die ganze Schuld auf sich zu nehmen und Anna zu retten – jedoch vergebens. Noch einmal sehen sie sich kurz im Gerichtssaal, dann werden sie wieder getrennt. Nachdem das Paar hingerichtet worden ist, sitzt Escherich abends allein in seinem Büro. Er nimmt alle von der Polizei sichergestellten Postkarten des Paares, wirft sie aus dem offenen Fenster des Polizeihauptquartiers und erschießt sich danach. Der Film endet mit dem Bild der Postkarten, die im Wind wirbeln, durch die Berliner Straßen fliegen und von Passanten aufgelesen werden.

## Produktion
Der Film wurde in englischer Sprache von Master Movies (Frankreich) und X Filme Creative Pool produziert.
Gefördert wurde der Film unter anderem mit 500.000 € durch das Medienboard Berlin-Brandenburg. Weitere Förderungen erhielt die Produktion von der Film- und Medienstiftung NRW, dem Deutschen Filmförderfonds, der Filmförderungsanstalt und der Mitteldeutschen Medienförderung, die Produktionspartner von Eurimages, Mini Traité und Creative Europe Media.
Die Dreharbeiten, die unter anderem in Berlin, Bochum (Rathaus Bochum), Görlitz, Köln und Remscheid (Birkenwald nahe Preyersmühle und Feilenfabrik Ernst Ehlis) stattfanden, begannen am 26. März 2015 und gingen bis Anfang Juni 2015. Außerdem wurde in Frankreich und Großbritannien gedreht.
Die Filmmusik wurde vom Deutschen Filmorchester Babelsberg eingespielt.

## Kritiken
Der Film wurde von Kritikern mehrheitlich negativ aufgenommen. Carsten Baumgardt von Filmstarts.de beispielsweise bewertet den Film mit 2 von 5 möglichen Sternen und schreibt, dass „auch der spannende Stoff und die guten Hauptdarsteller […] den hölzern und weitgehend emotionslos inszenierten Film nicht über das untere Mittelmaß hinaustragen [können].“
Lars-Olav Beier von Spiegel Online schätzt den Film ähnlich ein: „Emma Thompson, Brendan Gleeson und Daniel Brühl sind allesamt großartige Schauspieler. Leider bekommen sie in diesem Film viel zu wenig Gelegenheit, ihre Figuren mit Leben zu füllen“.
Ein wenig positiver urteilt David Steinitz auf Sueddeutsche.de: „Er [Vincent Perez] baut ‚Alone in Berlin‘ zu einem richtigen Melodram aus, was streckenweise auch ganz anständig funktioniert. Wären da nicht einige saublöde künstlerische Entscheidungen, die den Film unfreiwillig komisch machen.“ Als Beispiel nennt er den „Sauerkraut-Sound“ der (englischsprachigen) Schauspieler, die im englischen Originalton einen deutschen Akzent imitieren.

## Frühere Verfilmungen
- 1962 Jeder stirbt für sich allein in der Bundesrepublik unter der Regie von Falk Harnack. Anna und Otto Quangel wurden hier von Edith Schultze-Westrum und Alfred Schieske dargestellt. In weiteren Rollen waren u. a. Anneli Granget, Hartmut Reck, Martin Hirthe, Werner Peters, Sigrid Pein und Benno Hoffmann zu sehen.

- 1970 Jeder stirbt für sich allein entstand in der DDR bei der DEFA ein TV-Mehrteiler unter Regisseur Hans-Joachim Kasprzik. Das Ehepaar Quangel spielten Elsa Grube-Deister und Erwin Geschonneck. Weitere Darsteller waren hier u. a. Wolfgang Kieling, Dieter Franke, Barbara Adolph, Wolfgang Greese, Fred Delmare, Christine Schorn, Fred Düren, Günther Simon und Rolf Hoppe.

- 1976 Jeder stirbt für sich allein. Spielfilm von Alfred Vohrer mit Hildegard Knef und Carl Raddatz in den Hauptrollen.